# 関電トンネル電気バス
関電トンネル電気バス（かんでんトンネルでんきバス）は、長野県大町市の扇沢駅と富山県中新川郡立山町の黒部ダム駅との間を関電トンネル経由で結ぶ、関西電力（関電）のバス路線である。立山黒部アルペンルートの一部を構成する。
長野・富山県境の交通は飛騨山脈（北アルプス）後立山連峰の急峻な地形によって阻まれ、一般の車両が通行可能な道路がないため、本路線は両県境を直接行き来することができる唯一の交通機関となっている。
本項では、前身として2018年まで運行していた「関電トンネルトロリーバス」についても記述する。

## 概要
関電が2018年まで運営していた無軌条電車（トロリーバス）の路線（関電トンネルトロリーバス、詳細後述）を引き継いだもので、2019年から電気バスによる営業運行を行っている。関電のグループ企業が運営する北アルプス交通（関電アメニックス）や黒部峡谷鉄道と異なり、本路線は関電の黒四管理事務所運輸課による直営である。
関電トンネルは扇沢駅から505 mの地点に位置し、黒部ダム駅はトンネル内部にある。
電気バスの愛称は「eバス」である。

### 運行形態
おおむね30分間隔で運行し正午時間帯は60分間運行がない。11月4日から30日までは減便となって始発便が遅くなり、最終便が早まる。12月1日から4月14日はアルペンルートが閉鎖されるため運休となる。

### 車両
電気バス化後の車両は、ジェイ・バス製の日野・ブルーリボンをベースとしたノンステップバスで、2020年現在、15台が配備されている。
車載パンタグラフ経由で蓄電池（リチウムイオンバッテリー、モジュール数48、総電力量52.8 kWh）に充電する方式で、扇沢の乗り場に設置された充電設備により、10分間で急速充電する。主電動機は永久磁石式三相同期電動機で、トロリーバスの約2倍の出力となる最大出力230 kW。最高速度は50 km/h。トロリーバス時代と比べて座席数は36席から33席に減ったものの、定員は72名から80名に増加している。車体は北アルプスの雪に着想を得た白を基調色とし、「黒四」にちなんだ黒色の線が4本入っている。また、退役したトロリーバス車両から取り外した関電の社章が前面に取り付けられている。シートは「エンパワリング・オレンジ」「ライム」「ターコイズ」の3色が存在し、関西電力のブランドデザインである「Harmonic Breeze」の波模様があしらわれている。車内のつり革のデザインは、黒部ダムのマスコットキャラクターである猫「くろにょん」をモチーフにしている。湿度の高いトンネル内の結露対策として、バス本体とは別の三菱ふそうバス製造製の三菱ふそうエアロエース・エアロクイーン用の電熱ヒーター付きバックミラーが取り付けられている。
営業運転の経路は公道（道路交通法上の「道路」）ではなく、関電が保有する私道（道路運送法上のバス専用道路）であり、遊園地のアトラクションなどと同様の扱いであることから、営業運転の経路のみを走行する場合はナンバープレートを取得する必要はないが、冬季休業中や修理点検の際には公道を走行するため、自家用ナンバー（いわゆる白ナンバー）を取得している。営業用の緑ナンバーではないのは、公道走行時は営業運転を行わないので、道路運送法第4条および第96条における白バス禁止行為に該当しないからである。なお営業運転ではナンバープレートの上から1001 - 1015の通し番号が入った車号プレートを被せるが、運行経路は全線私道であるのでナンバープレートを隠して運行しても道路交通法違反ではない。
トロリーバス時代は、運転士は動力車操縦者運転免許（無軌条電車運転免許）および大型自動車二種運転免許の取得が必要であったが、電気バス転換後は、大型二種免許のみで運転ができる。

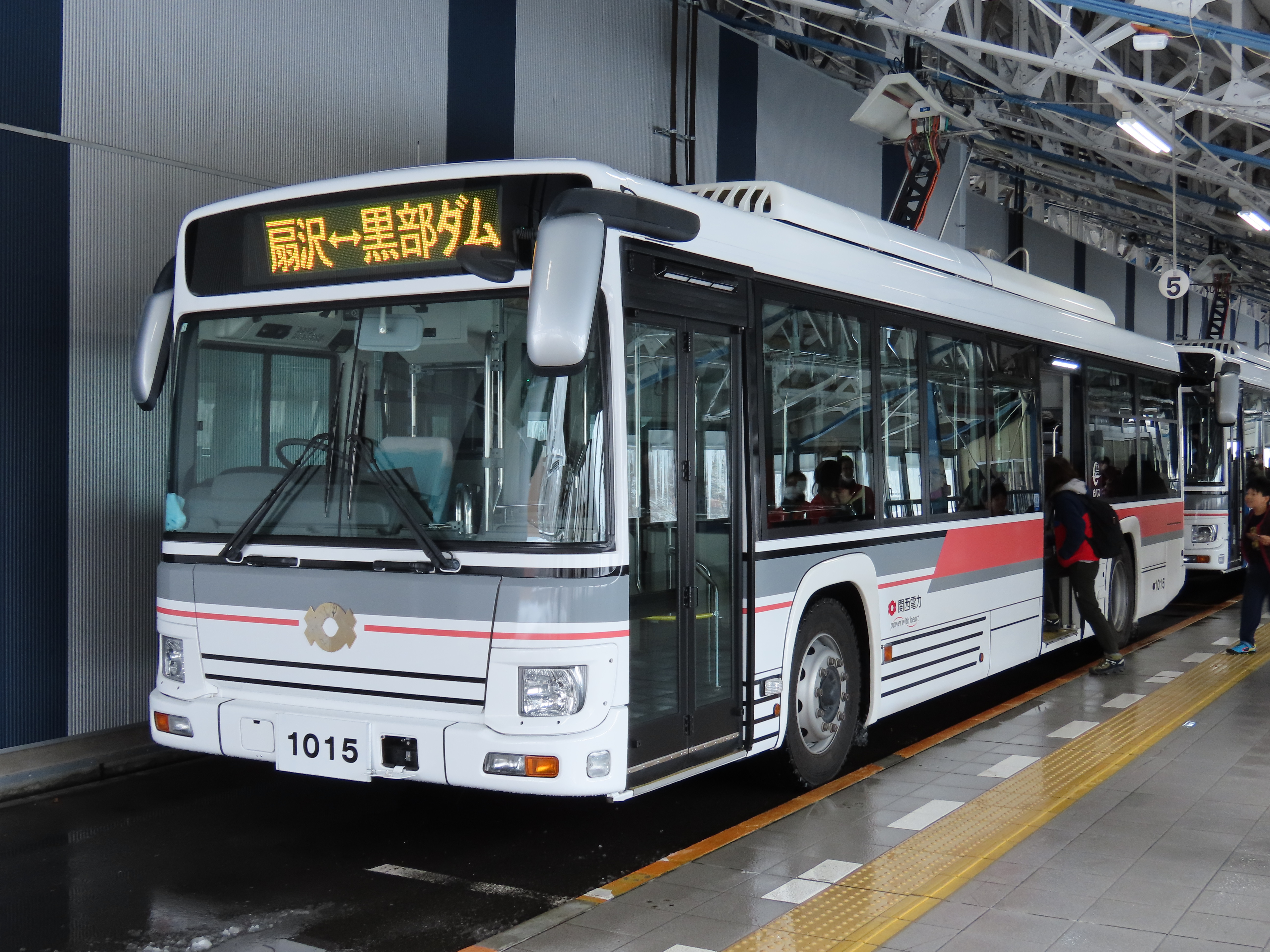
車体
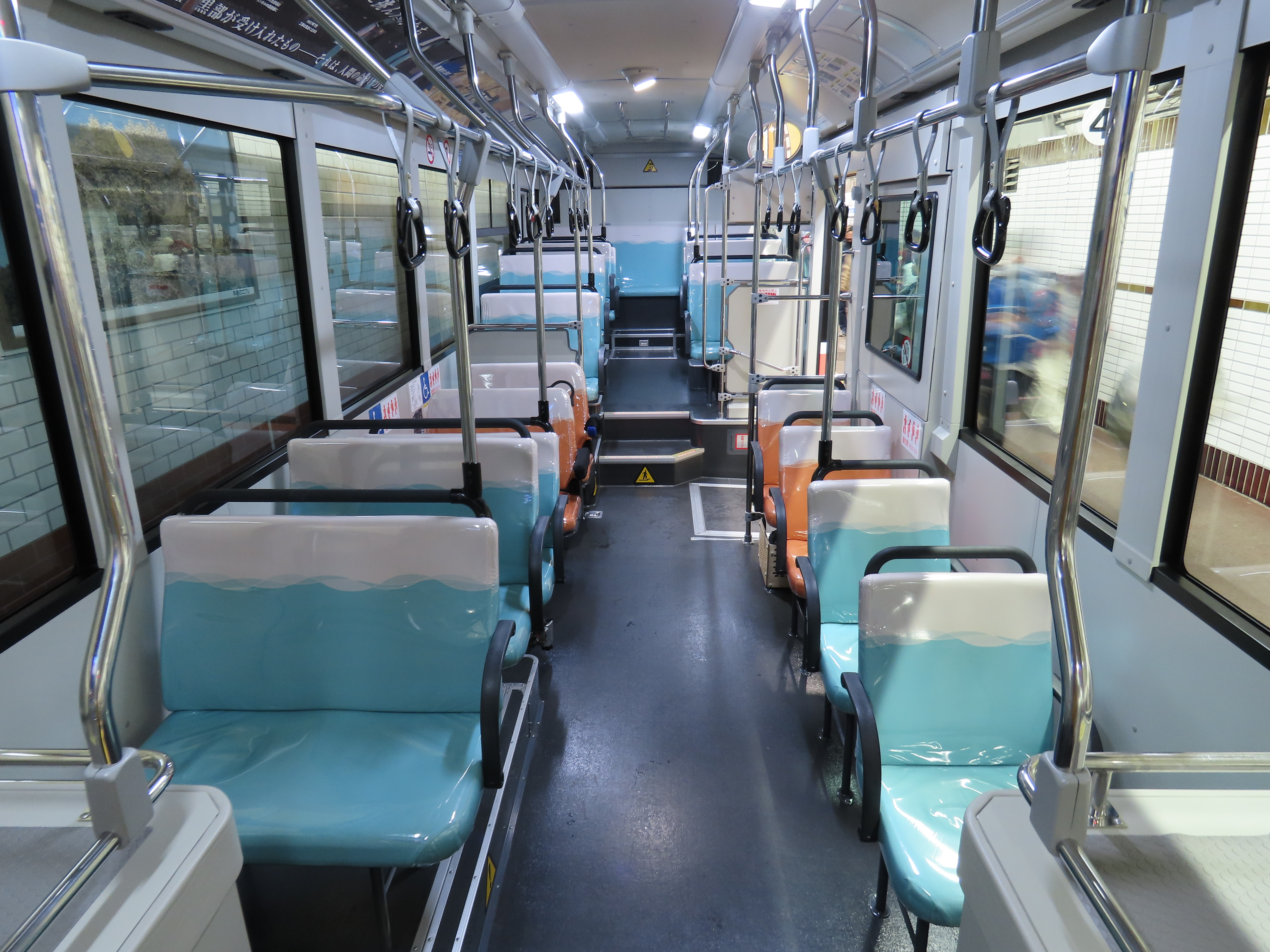
車内（ターコイズ）
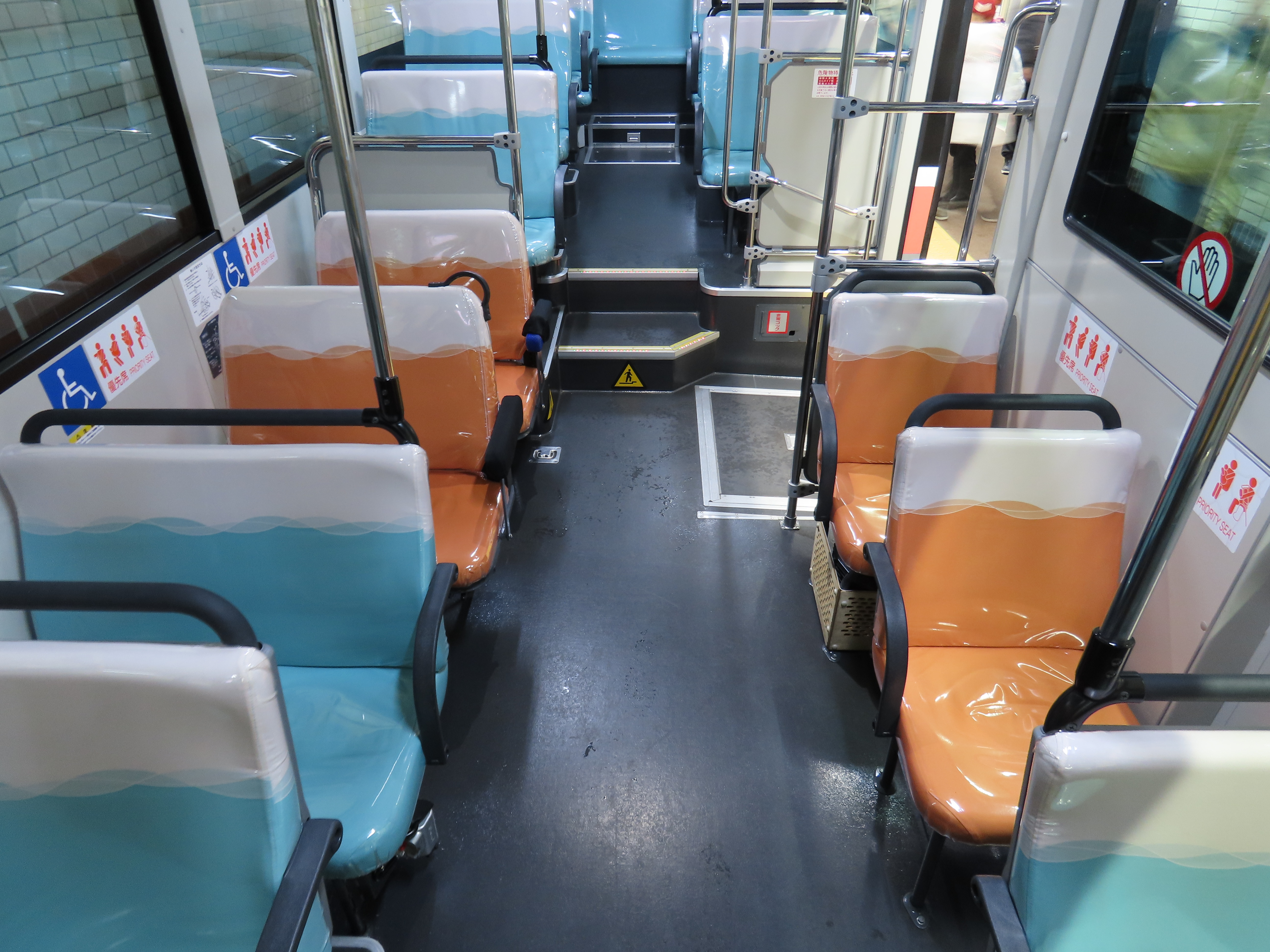
優先席（エンパワリング・オレンジ）
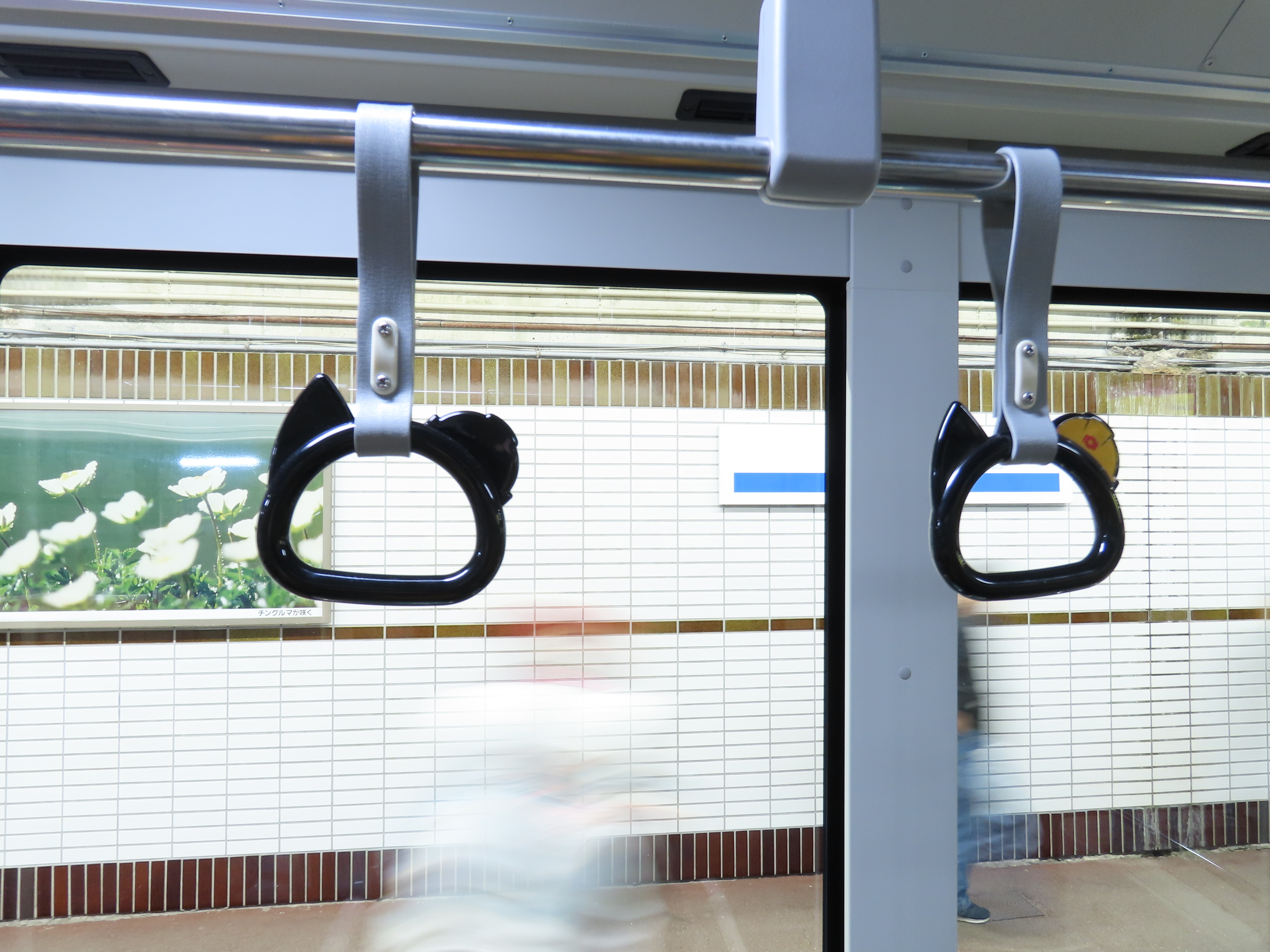
くろにょんつり革
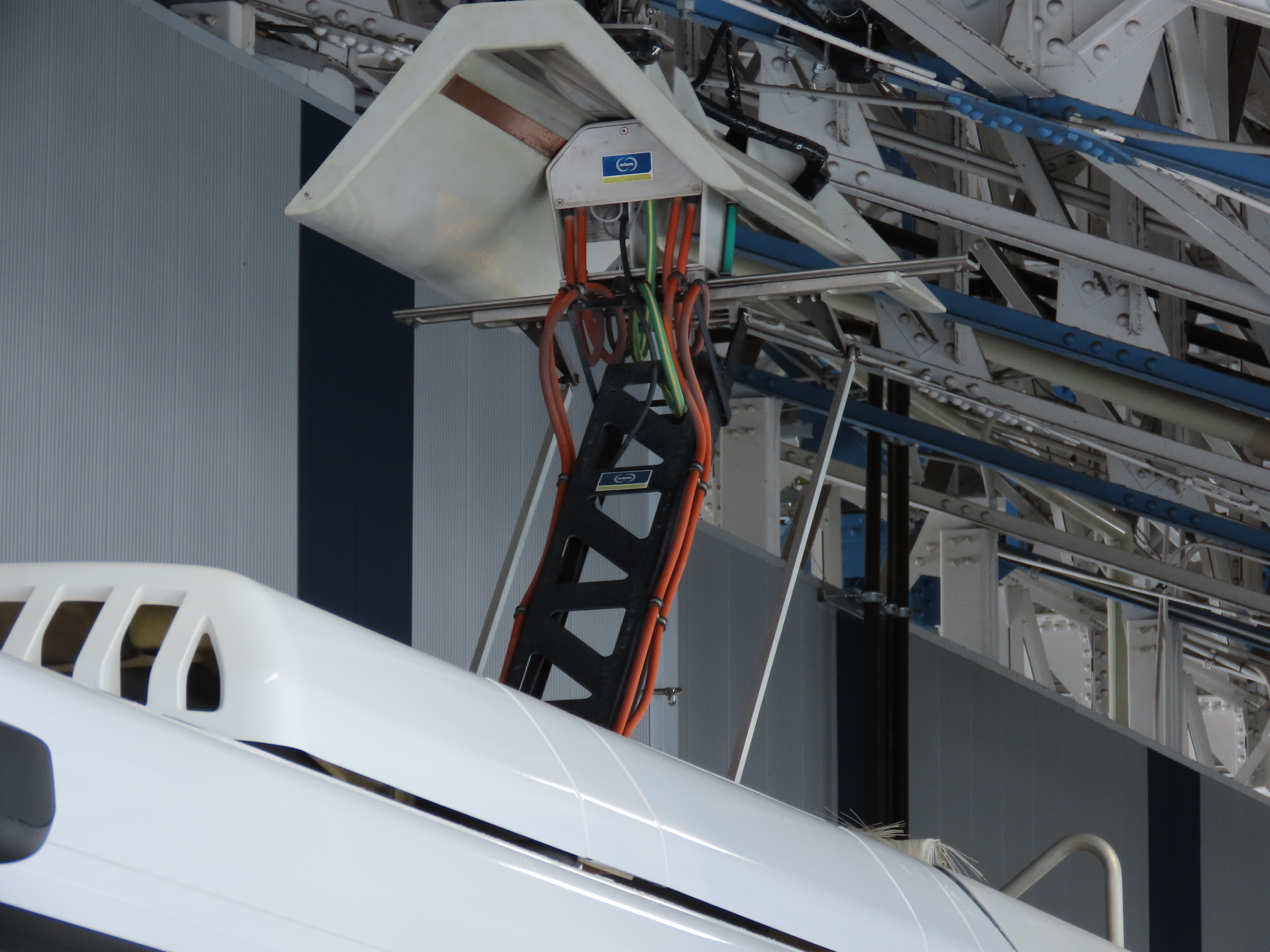
車載パンタグラフ
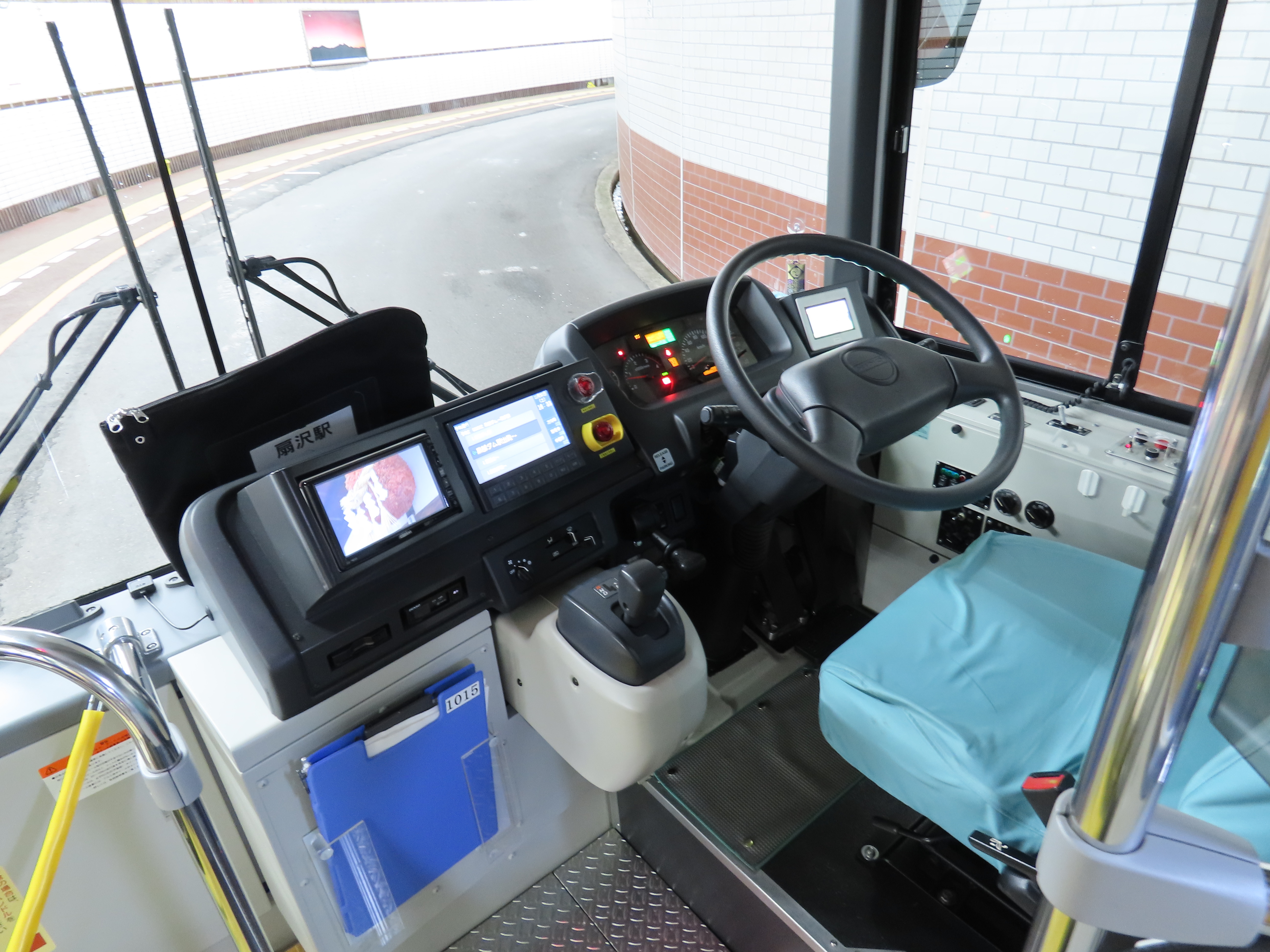
運転席

## 歴史

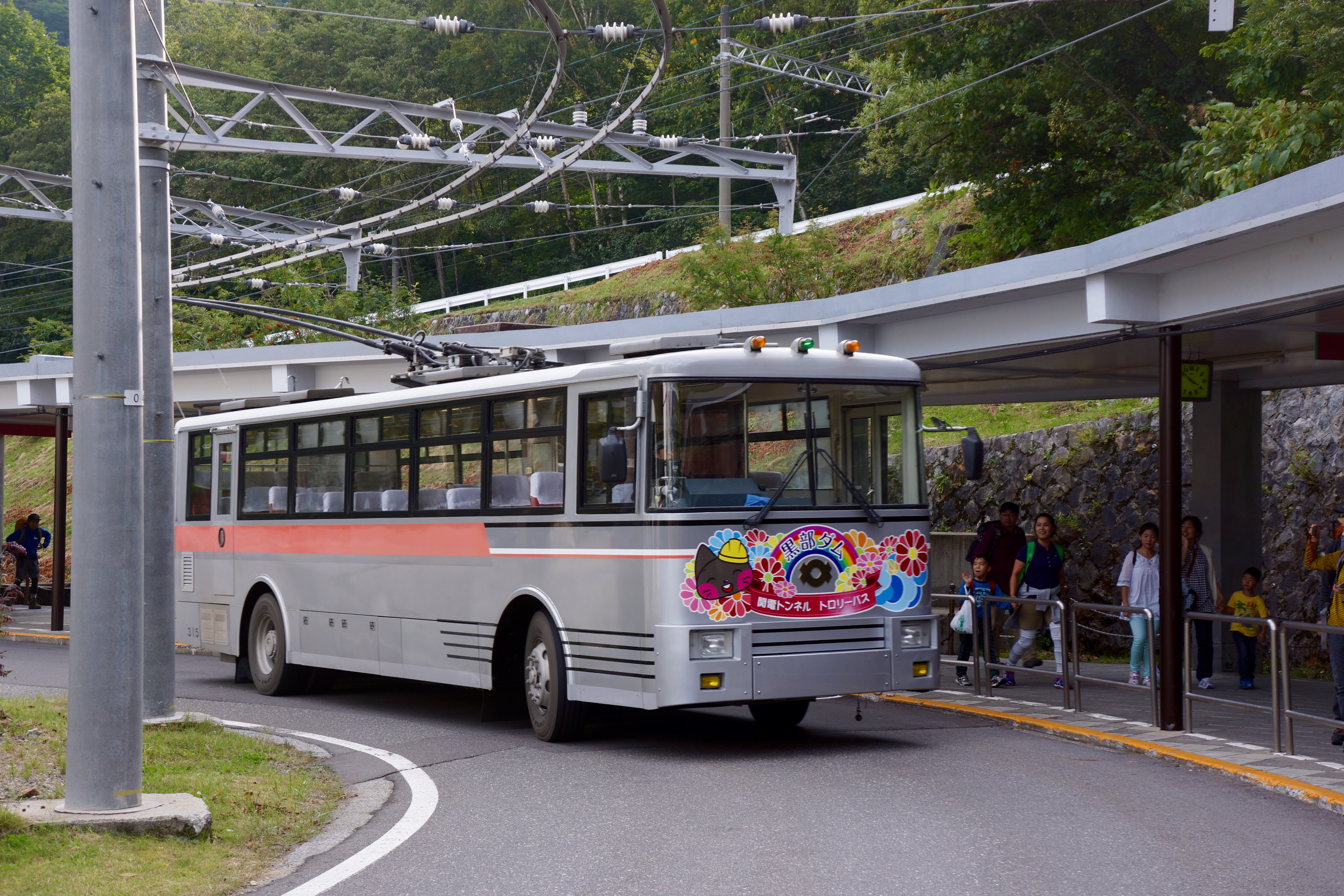
50周年記念のヘッドマークを掲げて扇沢駅に停車中のトロリーバス

関電トンネルは関電黒部川第四発電所関連施設の建設のための資材輸送用の「大町トンネル」として掘削が開始され、日本の建設史に残る難工事の末1958年に貫通した（詳細は「関電トンネル」の項を参照）。関電トンネルは現在もバス運行の合間に黒部トンネルとともに工事用車両による工事用資材輸送が行われている。
黒部川第四発電所竣工に伴い、関電トンネルは立山黒部アルペンルートの一部として転用されることになった。しかし、1車線の幅しかないトンネルに一般車両を通すことが難しいと判断され、トロリーバスの運行が実施されることになり、1964年（昭和39年）8月1日に開業した。車両は当初100形、続いて200形、その後両形式の経年に伴って300形が導入された。
その300形も経年が進行し、また運行ルートが中部山岳国立公園内であることから、関電は車両の更新に当たって環境性および運行にかかる経済性を考慮し、トロリーバスを廃止して2019年4月の冬季休業明けより電気バスに変更する方針とした。2017年（平成29年）8月28日に北陸信越運輸局へ鉄道事業廃止届が出されたのち、2018年の冬季休業前の営業最終日となる11月30日限りでトロリーバスとしての運行を終了し、翌12月1日に廃止された。トロリーバスとして営業していた54年間、無事故であった。
トロリーバス運行最終年の2018年、関電は「トロバスラストイヤーキャンペーン」として、2018年4月15日 - 11月30日の間、各種イベントを実施した。最終運行日の11月30日には引退セレモニーが行われ、この日のトロリーバス最終便に乗車するには扇沢駅と黒部ダム駅で配布する整理券の提示を必要とするなど、混乱を招かない工夫もされた。
冬季休業明けの2019年4月15日から電気バスの運行が始まり、関電では「電気バス元年キャンペーン」と銘打って同年11月30日まで各種のイベントを実施した。

### 年表
（トロリーバス時代の歴史も含める）
- 1963年（昭和38年）
  - 3月26日：「関西電力株式会社の上扇沢・ダム間の地方鉄道（無軌条電車）敷設免許申請について」運輸審議会へ諮問[23]。
  - 4月23日：運輸審議会が「関西電力株式会社申請の上扇沢・ダム間（5.9キロ）の地方鉄道（無軌条電車）の敷設は、免許することが適当である。」と答申[23]。
- 1964年（昭和39年）8月1日：扇沢駅 - 黒部ダム駅間が開業。トロリーバス運行開始。
- 2017年（平成29年）
  - 7月6日：トロリーバスの乗車人数が累計6000万人を達成し、記念式典を扇沢駅で開催[24]。
  - 8月28日：北陸信越運輸局に鉄道事業廃止を届出[17]。
- 2018年（平成30年）
  - 11月30日：トロリーバス最終運行日[21]。
  - 12月1日：鉄道（トロリーバス）事業を廃止[18]。これにより扇沢駅・黒部ダム駅は鉄道駅ではなくなる。
- 2019年（平成31年）
  - 4月15日：トロリーバスの後継として電気バスによる運行を開始[2]。
  - 8月1日：公募により関電トンネル電気バスの愛称を「eバス」に決定と発表[5]。

## 関電トンネルトロリーバス
関電トンネルでは2018年までトロリーバスが運行されていた。「バス」を名乗るが、本路線は鉄道事業法に基づいて運営されていた。
『鉄道要覧』においては長らく路線名の記載がなかったものの、廃止を公示した令和元年（2019年）度版において「関電トンネル無軌条電車線」の名称で記載がなされている。また、関西電力による安全報告書でも「関電トンネル無軌条電車」の名称が用いられていた。

### 路線データ
- 路線名：なし
- 路線距離（営業キロ）：6.1 km
- 駅数：2駅（起終点駅含む）
- 複線区間：なし。全線単線（関電トンネル中央部に行き違い設備あり）
- 電化方式：直流 600 V
- 閉塞方式：カウンターチェック（台数確認）式[注釈 3]・スタフ閉塞式併用
途中のトンネル内信号所で対向車と行き違いするが、全区間を一閉塞とした併合閉塞で運行する場合もあった。続行運転時は最後尾の車両が閉塞区間に応じた3種類のスタフ[注釈 4]を携行した[28]。

### 運行
所要時間16分。冬期（毎年12月1日 - 翌年4月中旬）は運休。
扇沢 - 黒部ダム間 6.1 kmの全線単線で架線電圧は直流600 Vであった。
関電トンネル内には行き違いのために信号場が設けられ、扇沢駅と黒部ダム駅から一群のバスを発車させて信号場で互いに交換して運行していた。
工事用車両もトンネル内部の岩小屋沢交点 - 黒部ルート交点・鏡岩交点の間で定められた時間に走行し、坑口の信号機や合流部の遮断機で安全性を確保していた。工事用車両に対してはループコイルによる感知を行った。

### 施設
鉄道として運行されているため、バスの経路の路傍には鉄道標識が設置された。
架線はシンプルカテナリー方式で吊られ、110 mm2の溝付硬銅線をハンガーイヤーでき電線で吊り下げる形でトロリー線が設置されていた。+と-の2本の線が600 mm間隔で平行して張られており、フロックや分岐部では+と-が相互に接続するため絶縁体を挟んで短絡しないようにしていた。なお、バスには無電圧検知リレーを備えて自動的に電動発電機の回路を切り替えていた。また、トンネル内では架線を垂直がいしによって絶縁させてアンカーボルトで支持させていた。Uターン部などの曲線では碍子より下に22 mm径の電線管を線形に応じて曲げ、これに沿わせて架線を設置させることでバスがカクカクせずスムーズに曲線を走行できるようされていた。
電力は黒部ダムで発電されたものではなく、中部電力から供給される交流を扇沢と黒部ダムの両変電所で直流に変換したものを使っていた。理由は電力会社ごとの受電地域の取り決めによるもので、扇沢は中部電力の供給範囲であったからである。

### 車両
- 300形 - 1993年から1996年にかけて使用開始。2018年11月の運行終了時点で15台が在籍していた。1台が大町市で保存されている（車両記事を参照）。
- 200形 - 300形への置き換えで全車が廃車。
- 100形 - 300形への置き換えで全車が廃車。メキシコシティに無償譲渡。

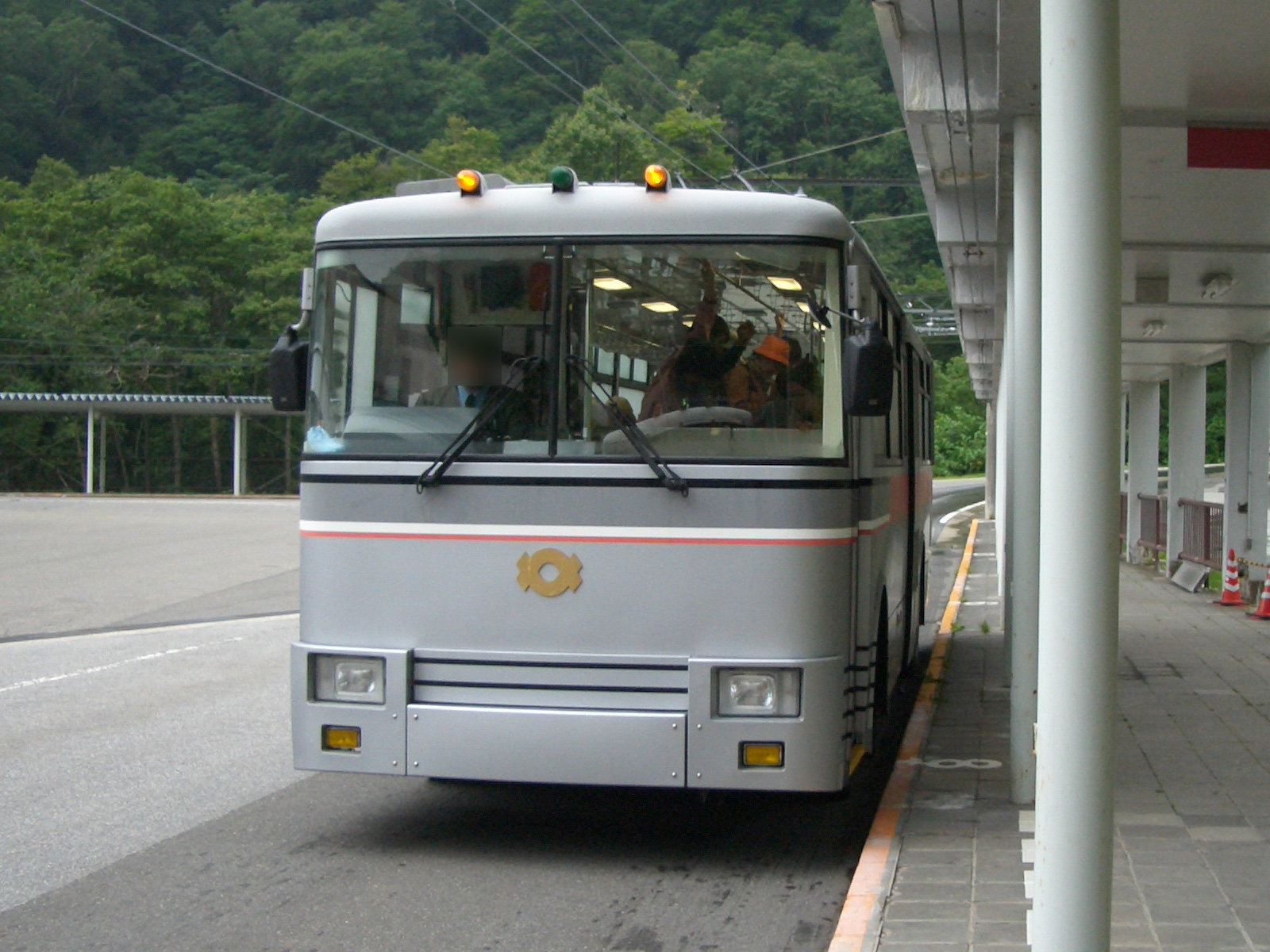
扇沢駅に到着した300形
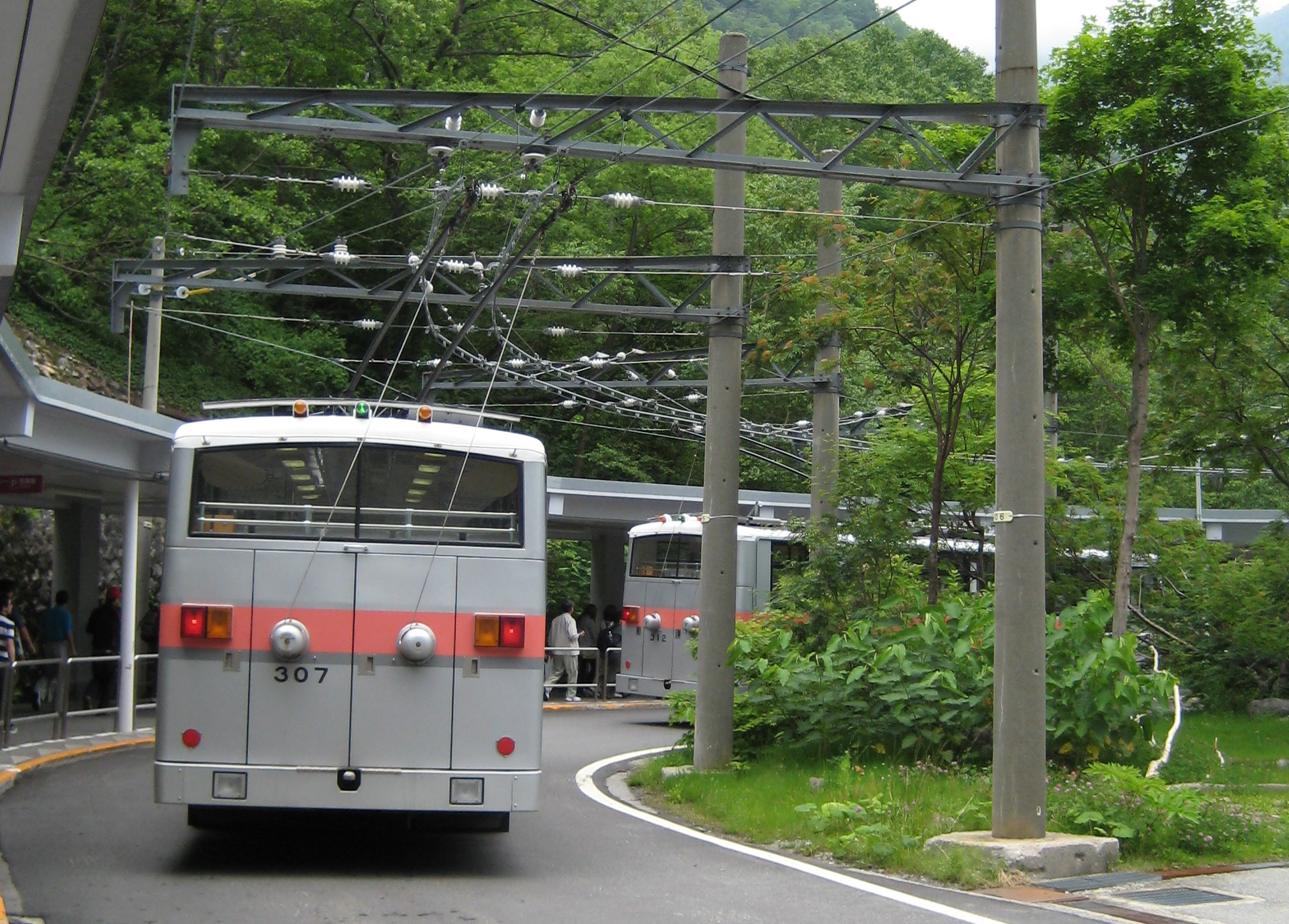
扇沢駅で回送中の車両

### 駅一覧
| 駅名       | 営業キロ | 接続路線                                                 |
| ---------- | -------- | -------------------------------------------------------- |
| 扇沢駅     | 0.0      | 東日本旅客鉄道（JR東日本）信濃大町駅・長野駅方面路線バス |
| 黒部ダム駅 | 6.1      | 立山黒部貫光黒部ケーブルカー …黒部湖駅（徒歩約15分）     |

### 登場する作品
- 『黒部の太陽』- 日活が製作した1968年の映画。黒部ダム完成後の終盤、トロリーバスから降車する登場人物のシーンが描かれる。